# Hellinsia kellicottii

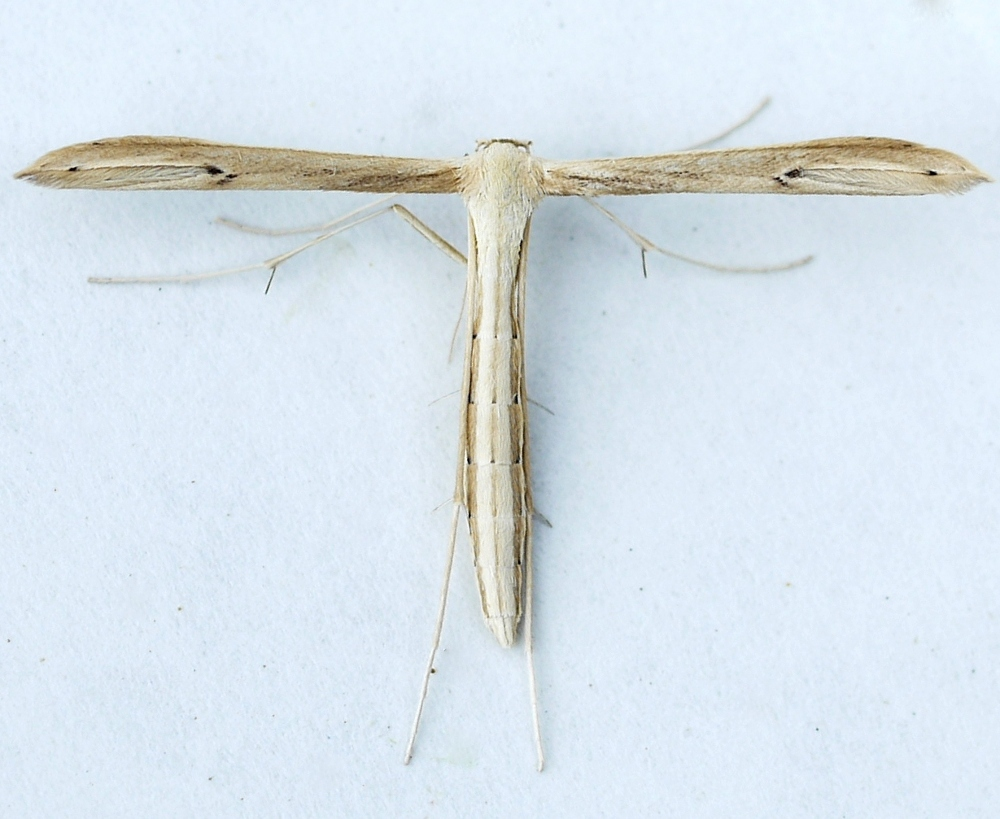
Hellinsia kellicottii

Hellinsia kellicottii (deutsch Goldrutenbohrer) ist ein Schmetterling aus der Familie der Federmotten (Oberfamilie Pterophoridae).

## Verbreitung
Die Art ist ursprünglich in Nordamerika verbreitet, wo sie im Osten der Vereinigten Staaten vorkommt – von Massachusetts und New York südwärts bis in den Süden Floridas und westwärts bis nach Colorado und Utah. Nachweise liegen außerdem aus Québec, British Columbia, Arkansas und Wisconsin vor.
Mittlerweile wurde die Art auch in Europa nachgewiesen. Es handelt sich um ein Beispiel für eine invasive Art, die sich außerhalb ihres ursprünglichen Verbreitungsgebietes etablieren konnte.

## Lebensweise
Die Raupen ernähren sich von Pflanzen der Gattung Solidago (Goldruten), insbesondere von der Kanadischen Goldrute (Solidago canadensis).

## Systematik
Hellinsia kellicottii wurde zeitweise als Synonym von Hellinsia chlorias betrachtet.